# Kappa2 Apodis
Título a ser usado para criar uma ligação interna é Kappa2 Apodis.
Kappa2 Apodis (33 Apodis) é uma estrela tripla na direção da constelação de Apus. Possui uma ascensão reta de 15h 40m 21.36s e uma declinação de −73° 26′ 47.9″. Sua magnitude aparente é igual a 5.64. Considerando sua distância de 734 anos-luz em relação à Terra, sua magnitude absoluta é igual a −1.12. Pertence à classe espectral B8IVe. É uma estrela variável gamma Cassiopeiae.